# Bratte
Bratte är en kommun i departementet Meurthe-et-Moselle i regionen Grand Est (tidigare regionen Lorraine) i nordöstra Frankrike. Kommunen ligger i kantonen Nomeny som tillhör arrondissementet Nancy. År 2022 hade Bratte 47 invånare.

## Befolkningsutveckling
Antalet invånare i kommunen Bratte
| Referens: INSEE |